# Scratches: Graffi mortali
Scratches: Graffi mortali (Scratches) è un'avventura grafica thriller/horror sviluppata nel 2003 da Nucleosys Digital Studio e lanciata sul mercato nel 2006. In Italia è edito da Power Up.

## Trama
Michael Arthate è uno scrittore di belle speranze in piena crisi creativa. Convinto che le gelide colline del Northumberland nel nord dell'Inghilterra possano fargli ritrovare la vena creativa, acquista un'antica villa vittoriana (che porta il nome di Blackwood Manor) a Rothbury. L'edificio ha un passato molto oscuro, dato che fra le mura della magione si era consumato un omicidio parecchi anni or sono, che aveva come protagonista James T. Blackwood, il costruttore e primo padrone della casa.
Credendo che questo fatto sia un ottimo spunto per il suo nuovo libro, Michael inizia ad esplorare e curiosare per la casa, ma scoprirà ben presto che la villa custodisce un segreto ben più terribile di un normale omicidio.

## Personaggi

### Personaggi principali
- Michael Arthate è il protagonista dell'avventura ed è l'unico personaggio interpretabile della storia. Scrittore di romanzi horror, dopo la pubblicazione del suo ultimo capolavoro entra in una profonda crisi creativa. Giunto a Blackwood Manor è tanto interessato alle oscure vicende che si sono svolte nella casa che decide di sua spontanea volontà di dedicarsi alla soluzione. È doppiato in italiano da Lorenzo Scattorin.
- Jerry Carter è l'amico agente immobiliare di Michael. È la persona a cui si telefona di più durante il gioco ed è anche un prezioso aiutante durante il corso dell'avventura. È doppiato in italiano da Gianmarco Ceconi.
- Barbara Stiles è la segretaria d'ufficio di Michael. Anch'essa è una preziosa aiutante, indispensabile per proseguire nel corso dell'avventura. È doppiata in italiano da Loretta Di Pisa.

### Personaggi secondari
- James T. Blackwood era il proprietario della magione ed anche l'artefice dell'omicidio di sua moglie Catherine L. Blackwood. Stimato cittadino, la sua reputazione viene poi infangata all'apprendimento dell'omicidio di sua moglie Catherine.
- Catherine L. Blackwood era la moglie di James Blackwood. Uccisa in un impeto di follia dal marito, non fu mai ritrovata, dato che James e il suo amico medico legale Christopher E. Milton ostacolarono le indagini da parte della polizia di Rothbury.
- Christopher E. Milton era il medico legale e personale della famiglia Blackwood, nonché amico intimo di James. Dopo la morte della famiglia Blackwood, fu lui ad ereditare la villa, ma fuggì dopo tre anni, impazzito.
- Eva Mariani era la domestica di casa Blackwood, e unica testimone dell'omicidio di Catherine Blackwood. Scattò una fotografia da una finestra della casa, che ritraeva James Blackwood che seppelliva il corpo di sua moglie nel giardino della villa.
- William Bailey era il comandante della polizia di Rothbury che investigò sul "caso Blackwood", non riuscendo a scoprire niente a causa della riservatezza di James e Christopher. Quando James morì e Cristopher fuggì, Bailey chiuse il caso e rinunciò a riaprire le indagini. È doppiato in italiano da Riccardo Rovatti.
- Robin: è il figlio di James e Catherine e la creatura che infesta i sotterranei della casa. Venne tenuto chiuso nei sotterranei dai suoi genitori per via della sua deformità e con gli anni diventò sempre più feroce. Verrà scoperto da Michael alla fine del gioco.

## Ambientazioni
La vicenda si svolge nell'antica proprietà privata dei Blackwood, che comprende la villa vittoriana, la cappella, la serra, la cripta familiare e il giardino. Durante il corso dell'avventura è possibile ammirare più di una trentina di quadri in molteplici stanze della casa, di artisti come il Caravaggio.

## Modalità di gioco
Il gioco ha uno svolgimento abbastanza lineare: si può controllare il personaggio principale attraverso una visuale in prima persona, muovendoci per schermate statiche. Ogni schermata offre dei punti d'interesse, che possono essere ispezionati più attentamente e, se si ha l'oggetto giusto, interagirvi. L'inventario, accessibile premendo il tasto destro del mouse, consente di combinare oggetti fra loro e di "usarli" sullo scenario. Gli enigmi richiedono di esplorare meticolosamente l'abitazione e dintorni. Essenziale per proseguire è anche il telefono, unico mezzo di collegamento col mondo esterno, che ci permette di ottenere dai nostri collaboratori preziosi indizi su come muoverci.

## Director's Cut
Il gioco in America ha beneficiato di una versione "Director's Cut", con una risoluzione grafica maggiore rispetto agli 800x600 del titolo originale. Inoltre è presente un capitolo inedito, dalla durata approssimativa di 15 minuti, che permette di chiarire alcuni dubbi lasciati aperti dal finale del gioco originale. Quest'edizione non è stata annunciata per il mercato europeo.

## Colonna sonora
La colonna sonora di Scratches: Graffi mortali è stata composta e musicata da Cellar of Rats (eccezione fatta per la nº 19 Scratches Theme, composta da Daniel Cordes).
1. Their Lost Tale
2. A Tower Among The Trees
3. The House, In Dust
4. What You Waited For
5. A Bump In The Night
6. Rainy MIstery
7. Sudden Hero
8. R's Theme
9. Blackwood's Adventure Sonata
10. It Is Here
11. The Lurker
12. Not Alone
13. Where The Death Might Lie
14. Frozen In Death
15. Desecrated Sorcery
16. Catherine
17. Banished
18. Revealed
19. Scratches Theme (composta da Daniel Cordes)

## Telefono
Il telefono della casa è l'unico mezzo di comunicazione del territorio, ed è anche l'unica fonte di informazioni. Chiamando regolarmente Jerry o Barbara, essi provvederanno a fornire a Michael preziosi suggerimenti per proseguire nell'avventura.

## Libro
È disponibile nelle librerie online, sia in Italia che all'estero, un omonimo libro scritto da Stefano Ruffo tratto dalle vicende dell'avventura grafica, tuttavia non ufficialmente approvato né dalla Nucleosys né dalla Power Up.